# 奧德拉河

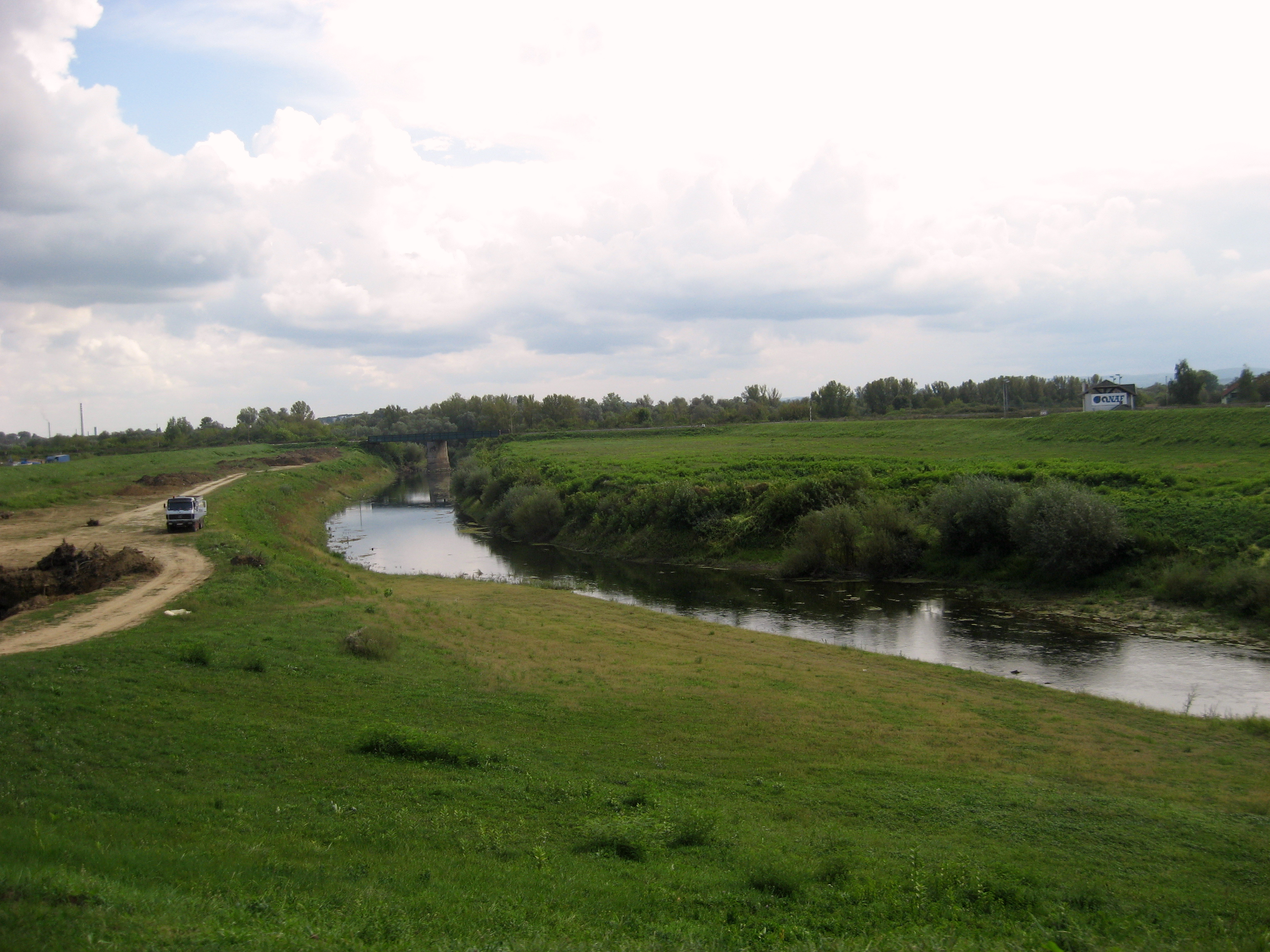

奧德拉河是克羅地亞中部的河流，屬於庫帕河的左支流，河道全長83公里，流域面積604平方公里，發源自薩格勒布西南面，河畔城鎮有大戈里察和錫薩克。
45°41′N 16°10′E / 45.683°N 16.167°E